# Rhus muelleri
Rhus muelleri là một loài thực vật có hoa trong họ Đào lộn hột. Loài này được Standl. & F.A. Barkley miêu tả khoa học đầu tiên năm 1937.